# Prisco di Capua
Prisco (... – I secolo) tradizionalmente considerato il primo vescovo dell'antica Capua, fu un martire cristiano; è venerato come santo dalla Chiesa cattolica.

## Agiografia
Secondo una tradizione derivata dal Martirologio di Adone di Vienne (IX secolo), che il cardinale Alfonso Capecelatro, arcivescovo di Capua, parrebbe assecondare, la casa di Prisco sarebbe stata il luogo ove si svolse l'Ultima cena. A parlarne per primo sarebbe stato Pietro de' Natali (XIV secolo) che avrebbe per questo citato affermazioni di papa Damaso I. Nelle opere del Papa, tuttavia, tale affermazione non si ritrova. Lo stesso autore indica che Prisco si sarebbe recato in Antiochia al seguito di Pietro per opere di evangelizzazione, stabilendosi infine come predicatore a Capua per circa un ventennio. Tale tradizione, del resto, è riportata negli Acta Atinensis Ecclesiae dove, parlando di Pietro e dei suoi discepoli giunti a Roma da Antiochia, si afferma che il principe degli apostoli passò per Napoli dove consacrò vescovo Aspreno e per Capua dove lasciò vescovo Prisco. Ma gli Acta, composti da un anonimo nel XIII secolo, non sono del tutto attendibili, in quanto è un'opera tardiva scritta più per rinvigorire la devozione popolare che per scopi storici. 
Un'altra trattazione di rilievo sul Santo fu scritta da monsignor Francesco Granata, vescovo di Sessa, secondo il quale il Prisco procurò la distruzione del Tempio di Diana Tifatina ed ebbe due discepoli, in particolare san Sinoto, che sarebbe stato il suo successore. Sempre secondo il Granata, il Santo ebbe per prima chiesa la cosiddetta "Grotta" (un rifugio nel sottosuolo, forse catacombale), che sarebbe in seguito stata chiamata Santa Maria Maggiore o Santa Maria di Capua.
Ed è stata proprio questa confusione tra leggenda e traduzione a convincere gli storici moderni della non esistenza storica di un Prisco protovescovo capuano. Non essendovi alcuna prova certa dell'esistenza di un Prisco capuano, gli studiosi (Delehaye, Lanzoni, Jadin e Bourque) hanno identificato il santo festeggiato il 9 maggio con san Prisco di Nocera, ricordato espressamente da san Paolino in un suo carme.

## Culto
Dal Martirologio Romano: "A Capua sulla via Aquaria in Campania, san Prisco, martire". 
Martirizzato proprio a Capua, la sua tomba fu venerata nei primi tempi clandestinamente, venuta poi meno la persecuzione, nelle sue prossimità si eresse una chiesa e sorse il centro abitato di San Prisco. Sul principio del Settecento le spoglie di Prisco (già messe in salvo da Santa Matrona nel 506) furono trasferire presso il duomo di Capua. Secondo alcune versioni sarebbe stato l'arcivescovo Niccolò Caracciolo ad identificarne nel 1712 le spoglie raccolte in un feretro del XIII secolo di stile arabo-bizantino.